# Voortbrengen (wiskunde)
Voortbrengen is een begrip dat in verschillende deelgebieden van de wiskunde wordt gebruikt. Algemeen gesteld brengt een aantal elementen een bepaalde structuur voort als die structuur de kleinste is, waarin alle gekozen elementen voorkomen.

## Groepentheorie
In de groepentheorie zegt men dat een groep {\displaystyle H} door een aantal elementen {\displaystyle h_{i}\in G} wordt voortgebracht, als {\displaystyle H} de kleinste ondergroep van {\displaystyle G} is waarin alle gekozen {\displaystyle h_{i}} voorkomen. Er wordt verondersteld dat er tenminste één element {\displaystyle h_{i}} wordt gekozen en dat geen van de gekozen {\displaystyle h_{i}} het neutrale element is. {\displaystyle G} is ook een groep. Het kan zo niet anders dan dat {\displaystyle H} bestaat en een ondergroep van {\displaystyle G} is. {\displaystyle \{h_{i}\}} is een genererende verzameling, een voortbrengende verzameling van {\displaystyle H}.

## Lineaire algebra
Binnen de lineaire algebra zegt men dat een stelsel vectoren {\displaystyle S} uit een vectorruimte {\displaystyle V} de deelruimte {\displaystyle U} van {\displaystyle V} opspant of voortbrengt, als alle vectoren in {\displaystyle U} een lineaire combinatie zijn van de vectoren in {\displaystyle S}, maar er verder geen andere vectoren in {\displaystyle V} zijn, die een lineaire combinatie zijn van de vectoren in {\displaystyle S}. Er is dus geen vector in het verschil {\displaystyle V\setminus U}, die een lineaire combinatie van {\displaystyle S} is. 
{\displaystyle U} is de lineaire deelruimte van {\displaystyle V} die door {\displaystyle S} wordt opgespannen, eventueel erdoor wordt voortgebracht. Men noteert:
{\displaystyle U=\mathrm {span} (S)}.
In het geval dat {\displaystyle S=\{v_{1},\ldots ,v_{m}\}} eindig is, zegt men ook:
{\displaystyle U=\mathrm {span} (S)=\mathrm {span} (v_{1},\ldots ,v_{m}).}
De door {\displaystyle S} opgespannen ruimte {\displaystyle U} wordt het lineaire omhulsel van {\displaystyle S} genoemd. 
Als het genoemde stelsel vectoren {\displaystyle S} lineair onafhankelijk is, dan is {\displaystyle S} een basis van de voortgebrachte deelruimte {\displaystyle U}. Meer algemeen geldt dat als de vectorruimte {\displaystyle U} door het stelsel {\displaystyle S} wordt voortgebracht, {\displaystyle S} een basis van {\displaystyle U} omvat.
De door {\displaystyle S} voortgebrachte ruimte {\displaystyle U} verandert niet 
- als men aan {\displaystyle S} een vector uit {\displaystyle U} toevoegt,
- als men een vector uit {\displaystyle S} die een lineaire combinatie is van de overige vectoren uit {\displaystyle S} weglaat,
- als men in {\displaystyle S} een vector vermenigvuldigt met een van nul verschillend getal, met een scalair of
- als men bij een vector uit {\displaystyle S} een andere vector uit {\displaystyle S} optelt.